# Bazyli Kopeć
Bazyli (Wasyl) Wasylewicz Kopeć herbu Kroje odmienne (ur. 1575, zm. w lutym 1636) – kasztelan nowogródzki w latach 1626–1636, podkomorzy brzeskolitewski w 1615 roku, starosta ożski i przełomski w 1619 roku.
Był studentem Uniwersytetu Padewskiego w 1593 roku. Był elektorem Władysława IV Wazy z województwa nowogródzkiego w 1632 roku.